# Llengües xinca

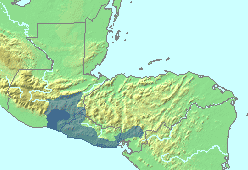
Extensió del xinca al segle XX (blau fosc), i extensió probable en el passat (s. VIII) a partir de la toponímia

El xinca és un grup de quatre llengües parlades pels xinques. Aquestes quatre llengües estan tan estretament emparentades que de vegades les hi ha considerat una sola llengua, raó per la qual de vegades col·lectivament se'ls denomina idioma xinca. Totes les varietats de xinca conegudes es parlen a Guatemala, i en l'actualitat una està extinta i les altres tres gairebé extintes. Antigament aquestes llengües van ser parlades en una àrea bastant més àmplia que la testimoniada històricament, cosa que es coneix per la toponímia, arribant fins i tot el seu domini fins a Hondures i El Salvador.

## Aspectes històrics, socials i culturals

### Època antiga
Encara que l'àrea documentada modernament com a àrea xinca a partir del segle xviii és molt restringida i es redueix bàsicament als departaments guatemalencs de Jutiapa i Santa Rosa prop de la costa SE de Guatemala, l'evidència toponímica mostra que el territori que el xinca va ocupar en el passat va ser molt més ampli. Per exemple els departaments de Guatemala, s'hi troba topònims com:
Ayampuc < ay- 'lloc de' + ampuk 'serp' (Ayampuc està sobre una cresta de terra en forma de serp).
Ipala < ipal'a 'bany' (el volcà d'Ipala té un llac al cràter).
Sanarate, Sansare, Sansur; tots ells amb el prefix locatiu ṣan-.
També en el nom original d'algunes localitats repoblades per parlants de nàhuatl s'observa el mateix prefix, Santa María Ixhuatán s'anomena en xinca ṣan-piya 'lloc de gerres (piya)' i Pasaco es diu ṣan-paṣaʔ.
Molt més al sud hi ha altres topònims que suggereixen que el xinca s'estenia a tota la costa d'El Salvador i sud-est d'Hondures. L'arqueòleg i etnògraf maianista Eric S. Thompson, va identificar una sèrie de topònims en -agua, -ahua, -gua i -hua que el va identificar amb un poble premaia desconegut, que va anomenar "les aigües" i que van ser desplaçats més tard per pobles maies que parlaven principalment ch'ortí. Una revisió d'aquests noms revela que semblen contenir la terminació xinca -ṣawi 'poble, habitar'. Alguns d'aquests topònims són: Xagua, Jagua, Anchagua, Sasagua, Eraxiagua (< ira-ṣawi 'poble gran'). A El Salvador es troben els topònims Conchagua i Comasagua; i a Hondures, Manzaragua.

### Època colonial
Al segle xvi el territori xinca s'estenia des de la costa de l'oceà Pacífic fins a les muntanyes d'Hala. En 1524 la regió va ser sotmesa pels espanyols. Molts xinques van ser fets esclaus o van ser obligats a participar en la conquesta del territori d'El Salvador, que en aquest temps estava dominat pels pipils, pobles d'origen nahua. A aquesta època es remunten el nom d'"els esclaus", que nomena a una ciutat i un riu a la regió de Cuilapa (Santa Rosa, Guatemala).
Després de 1575, es va accelerar el procés d'assimilació i genocidi cultural dels xinques, principalment pel règim de deportació a altres regions i l'emigració a la regió de grups d'altres regions. Això va contribuir fortament a la reducció del nombre de parlants de les diferents variants de xinca. Així per exemple existeixen evidències a la regió San Cristóbal Acasaguastlán (El Progreso) en 1576 es parlava alagüilac (tlacacebatleca) que segons Campbell seria una llengua emparentada amb el xinca, però cap a finals del segle xvii es parlava nàhuatl o pipil. Un dels primers esments explícits al xinca pròpiament dit és la de l'arquebisbe Pedro Cortés y Larraz, que esmenta l'idioma xinca en referència a una visita a la diòcesi de Taxisco en 1769.

### Situació actual
En l'actualitat el xinca està perill de desaparició. Algunes fonts identifiquen un parell de centenars de parlants, mentre que altres el donen per extint, cosa que no és totalment certa. Les xifres de parlants són molt confuses, alguns estudis recents han trobat parlants en set municipis, a Santa Rosa i Jutiapa. En 1991 es va informar que només quedaven 25 parlants, però en 1997 es va donar la xifra de 297 parlants. El cens oficial de 2002 parla de 16.214 xinques dins del grup ètnic, dels quals només 1,283 serien parlants de Xinca segons la mateixa font.

## Classificació
Les llengües xinca són unes de les poques llengües de Guatemala que no pertanyen a la família maia. L. Campbell i uns altres asseguren que la reconstrucció del xinca «es pot visualitzar com a possible mitjançant mètodes de lingüística històrica i arqueologia lingüística, que poden ser aplicats per equips de lingüistes dedicats a aquest camp».

### Llengües de la família
Kaufman distingeix varietats de xinca diferenciades i relacionades geogràficament amb el departament d'origen:
- Departament de Santa Rosa
  - 1. Chiquimulilla (10)
  - 2. Guazacapán (100-200 parlants com a llengua materna, tots ells d'edat avançzada)
  - 3. Jumaytepeque (menys de 10 parlants l'any 2000, tots ells majors de 65 anys)
- Departament de Jutiapa
  - 4. Yupiltepeque (extint o possiblement assimilat pel pipil i de posterior desaparició junt aquest).

### Relació amb altres llengües
Des que Lehman (1920) va proposar que el xinca i el lenca estaven relacionades ha estat freqüent trobar aquesta proposta en la literatura, tot i que la proposta original de Lehman relacionava el xinca, el lenca, el mixe-zoque, el tequistlateca i el chumash-salinan (actualment les altres relacions d'aquesta proposta han estat rebutjades, i es considera que el tequistlatic podria estar relacionat molt remotament amb el llengües chumash i altres hoka).
No obstant això, Campbell analitza l'evidència per a la relació gairebé universalment acceptada del xinca i el lenca, no s'han aportat dades addicionals a la proposta de Lehman que és extremadament feble i es basa en un grapat de paraules amb parentius superficials, entre les quals no sembla que es puguin establir correspondències fonètiques regulars. De fet un treball recent d'Adolfo Constenla Umaña ha revelat una relació del lenca amb la família misumalpa i la família txibtxa.
L'únic parentiu probable del xinca modern, és amb l'antic alagüilac o tlacacebatlec parlat a El Progreso almenys fins a final del segle xvi, que sembla essencialment una varietat de xinca.

## Característiques comunes

### Fonologia
L'inventari fonològic de les llengües xinca és diferent d'una variant a una altra i no existeix acord entre els diversos autors que han fet treball de camp sobre les diferents variants, però amb diferències menors l'inventari consonàntic és:
|            | Bilabial  | Bilabial | Alveolar | Alveolar | Palatal  | Palatal | Velar    | Velar  | Glotal |   |
| Simple     | Implosiva | Simple   | Ejectiva | Simple   | Ejectiva | Simple  | Ejectiva | Simple |        |   |
| ---------- | --------- | -------- | -------- | -------- | -------- | ------- | -------- | ------ | ------ | - |
| Oclusives  | p         | p’       | t        | t’       |          |         | k        | k’     | ʔ      |   |
| Africades  |           |          |          | ʦ’       | (ʧ)      |         |          |        |        |   |
| Fricativa  |           |          | s        | s        | ʃ        | ʃ       |          |        | h      | h |
| Nasals     | m         | (m’)     | n        | (n')     |          |         |          |        |        |   |
| Líquides   |           |          | l, (ɬ) r | l, (ɬ) r |          |         |          |        |        |   |
| Semivocals |           |          |          |          | j        | (j’)    | w        | (w’)   |        |   |

Els fonemes entre parèntesis no apareixen a tots els autors i existeixen dubtes sobre si són al·lòfons o han de considerar-se unitats fonèmiques distintives.
Quan a les vocals hi hauria sis timbres vocàlics amb oposició de quantitat:
|         | Anterior | Anterior | Central | Central | Posterior | Posterior |
| Curta   | Llarga   | Curta    | Llarga  | Curta   | Llarga    |           |
| ------- | -------- | -------- | ------- | ------- | --------- | --------- |
| Alta    | i        | iː       | i       | iː      | u         | uː        |
| Mitjana | e        | eː       |         |         | o         | oː        |
| Baixa   |          |          | a       | aː      |           |           |

### Comparació lèxica
Els numerals següents mostren alguns canvis fonètics entre les llengües chinanteca i la divergència entre elles:
| GLOSSA   | Xinca de Guazacapán | Xinca de Chiquimulilla | Xinca de Sinacatán | Xinca de Jumaytepeque | Xinca de Yupiltepeque | Xinca de Jutiapa | PROTO- XINCA |
| -------- | ------------------- | ---------------------- | ------------------ | --------------------- | --------------------- | ---------------- | ------------ |
| 'un'     | ʔikaɬ               | ʔik(ʔ)aɬ               | ʔika               | kaɬ                   | ʔikal                 | ʔikal            | *ʔikaɬ       |
| 'dos'    | piʔ                 | piʔ(ar)                | ti                 | piʔar                 | piʔar                 | piaʔr            | *piʔar       |
| 'tres'   | waɬ                 | waɬ                    | wala               |                       | waɬi                  |                  | *waɬi        |
| 'quatre' | hiriya              | -iriya                 | hiria              | ʔiriʔar               | ʔiriʔar               | ʔiriʔar          | *?iriʔar     |
| 'cinc'   | pɨhɨ                | puhu                   | puh                |                       | pɨh                   | puhar            | *pɨh-        |
| 'sis'    | takaɬ               | takʔaɬ                 | takal              | takal                 |                       | takalar          | *takaɬ-      |
| 'set'    |                     | pilwa                  | puhwa              |                       | puɬar                 | pulwar           | *pɨɬwa       |
| 'vuit'   |                     | hɨrte                  |                    |                       |                       | hɨɬar            | *hɨL-        |
| 'nou'    |                     |                        | ʔuštu              |                       |                       |                  |              |
| 'deu'    |                     | pakʔiɬ                 | pakʔil             |                       |                       | pakilar          | *pakʔiɬ      |